# Busan
Busan (부산광역시?, 釜山廣域市?, Busan gwang-yeoksiLR), in passato traslitterata Pusan, è la principale città portuale della Corea del Sud. Con la sua popolazione di 3 650 000 abitanti, Busan è la seconda città più popolata della Corea del Sud, dopo la capitale Seul. Dal punto di vista amministrativo è una città metropolitana autoamministrata con rango di provincia.

## Geografia fisica
Busan è situata sulla costa dell'estremità sudorientale della penisola coreana, a 320 km da Seul: essa si affaccia sullo stretto di Corea nella parte rivolta verso il Mar del Giappone fronteggiando l'isola giapponese di Tsushima dalla quale dista poco meno di 50 km. Questo la rende la più vicina al Giappone tra le sei maggiori città sudcoreane.
Il centro abitato è situato all'interno di una sorta di anfiteatro circondato da rilievi nella parte occidentale della città si trova il delta del fiume Nakdong mentre a nord si trova il rilievo più elevato dell'area metropolitana, il monte Geumjeongsan (circa 800 m s.l.m.). Le numerose baie ne fanno un buon porto naturale, il porto cittadino è ulteriormente protetto dall'antistante isola di Yeongdo.

### Clima
| Mese                | Mesi | Mesi | Mesi | Mesi  | Mesi  | Mesi  | Mesi  | Mesi  | Mesi  | Mesi | Mesi | Mesi | Stagioni | Stagioni | Stagioni | Stagioni | Anno    |
| Mese                | Gen  | Feb  | Mar  | Apr   | Mag   | Giu   | Lug   | Ago   | Set   | Ott  | Nov  | Dic  | Inv      | Pri      | Est      | Aut      | Anno    |
| ------------------- | ---- | ---- | ---- | ----- | ----- | ----- | ----- | ----- | ----- | ---- | ---- | ---- | -------- | -------- | -------- | -------- | ------- |
| T. max. media (°C)  | 7,6  | 9,1  | 13,0 | 17,8  | 21,5  | 24,0  | 27,3  | 29,2  | 26,1  | 22,1 | 16,1 | 10,3 | 9,0      | 17,4     | 26,8     | 21,4     | 18,7    |
| T. min. media (°C)  | −0,7 | 0,5  | 4,6  | 9,7   | 14,0  | 17,7  | 21,9  | 23,2  | 19,2  | 13,7 | 7,6  | 1,8  | 0,5      | 9,4      | 20,9     | 13,5     | 11,1    |
| Precipitazioni (mm) | 37,8 | 44,9 | 85,7 | 136,3 | 154,1 | 222,5 | 258,8 | 238,1 | 167,0 | 62,0 | 60,1 | 24,3 | 107,0    | 376,1    | 719,4    | 289,1    | 1 491,6 |
| Giorni di pioggia   | 5,6  | 6,2  | 8,1  | 9,3   | 9,5   | 11,2  | 13,0  | 11,3  | 8,8   | 5,4  | 5,6  | 4,3  | 16,1     | 26,9     | 35,5     | 19,8     | 98,3    |

Fonte: Korea Meteorological Administration

## Storia
Geochilsan-guk esisteva già nel secondo e nel terzo secolo come area di Jinhan. Fu assorbita dal Regno di Silla e chiamata Geochilsan-gun. La parola Geochilsan significa montagna aspra, probabilmente in riferimento al monte Hwangnyeongsan, situato nel centro della città. Nel 757 Geochilsan-gun fu chiamata Dongnae.
Dall'inizio del quindicesimo secolo, il governo Coreano designò Busan come porto commerciale per i traffici col Giappone, e permise loro di accedervi. Altri porti commerciali erano quelli di Ulsan e Jinhae, in seguito ridimensionati; tuttavia il porto di Busan, chiamato Waegwan continuò ad avere traffici col Giappone fino all'invasione giapponese della Corea nel 1592. Dopo la guerra le relazioni diplomatiche con il nuovo shogunato in Giappone furono ristabilite nel 1607 e venne ricostruita la base nipponica a Busan. Nel 1876 Busan divenne il primo porto internazionale in Corea.
Durante l'occupazione giapponese, Busan si sviluppò ulteriormente come terminale di scambi con il Giappone, era l'unica città in Corea ad adottare il tram a vapore prima dell'elettrificazione, introdotta nel 1924. Busan fu una delle poche aree della Corea che rimasero sotto il controllo della Corea del Sud durante la guerra coreana, per alcuni tempi fu anche la capitale della Repubblica di Corea. Le truppe delle Nazioni Unite costituirono un perimetro difensivo attorno alla città, conosciuto con il nome di Perimetro di Busan nell'estate e autunno del 1950. Da allora, come Seul, la città è stata una metropoli autogovernata con una forte immagine urbana.

## Monumenti e luoghi d'interesse
La zona più turistica e che ha subito il più intenso sviluppo edilizio è il distretto di Haeundae, affacciato sulla costa: oltre ad alcune spiagge molto note vi si trovano, il Busan Museum of Art, l'acquario di Busan, i Busan Cinema Studios e il Busan Cinema Center dove si svolge il festival del cinema di Busan. Qui si trova anche il Shinsegae Centum City che dal 2009 detiene il record di più grande centro commerciale del mondo. In questo distretto si trovano anche alcuni tra i grattacieli più elevati della Corea del Sud come le torri del Doosan Haeundae We've the Zenith e quelle del Haeundae LCT The Sharp.

### Architetture religiose

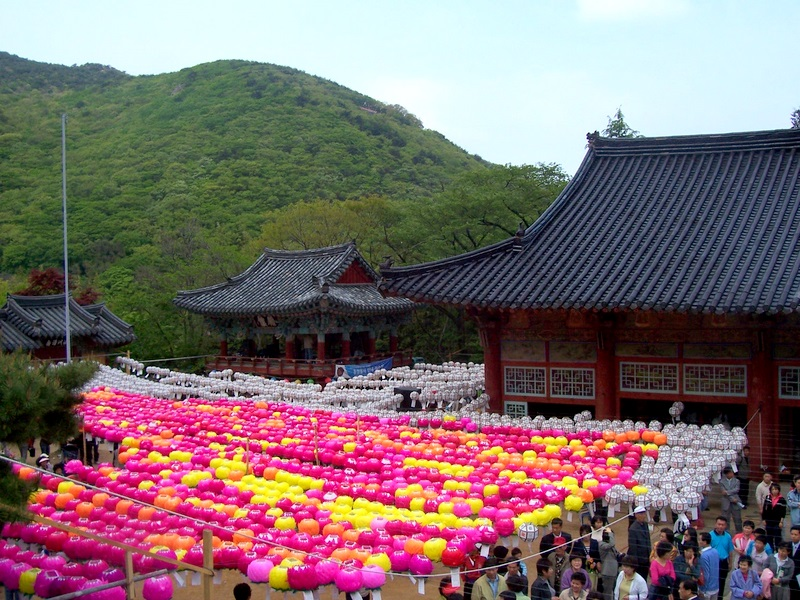
Il Tempio Beomeosa

Situato sulla costa nella parte nord-orientale della città, si trova il tempio Haedong Yonggungsa che rappresenta un'eccezione rispetto ai tradizionali templi coreani quasi tutti situati sulle montagne o su rilievi. Il tempio risale al 1376 ma è stato in parte ricostruito negli anni '70. 
Il Tempio Beomeosa è situato sulle pendici orientali del monte Geumjeongsan, fondato nel 678 gran parte del sito originale andò distrutto durante la guerra Imjin (1592-1598), ristrutturato nel secolo successivo il tempo ospita anche un museo.
Il tempio Hongbeopsa ospita la più grande statua di Buddha della Corea (21 metri), situato in una rigogliosa vallata tra due montagne i suoi giardini fanno parte delle attrazioni del tempio.

### Architetture militari
- La montagna fortificata di Geumjeongsanseong
- Sito della fortezza di Jwasuyeong
- Busanjinjiseong (Jaseongdae)

### Siti archeologici
- Il sito archeologico di Dongsam-dong Shell Mound
- Sito Dongnae eupseong - sito archeologico

### Architetture civili
- Nel distretto centrale di Nam, oltre a numerose università e il Busan International Finance Center si trova il UN Memorial Cemetery con le tombe dei soldati del Comando delle Nazioni Unite in Corea morti durante la guerra di Corea.
- National Maritime Museum of Korea

### Aree naturali

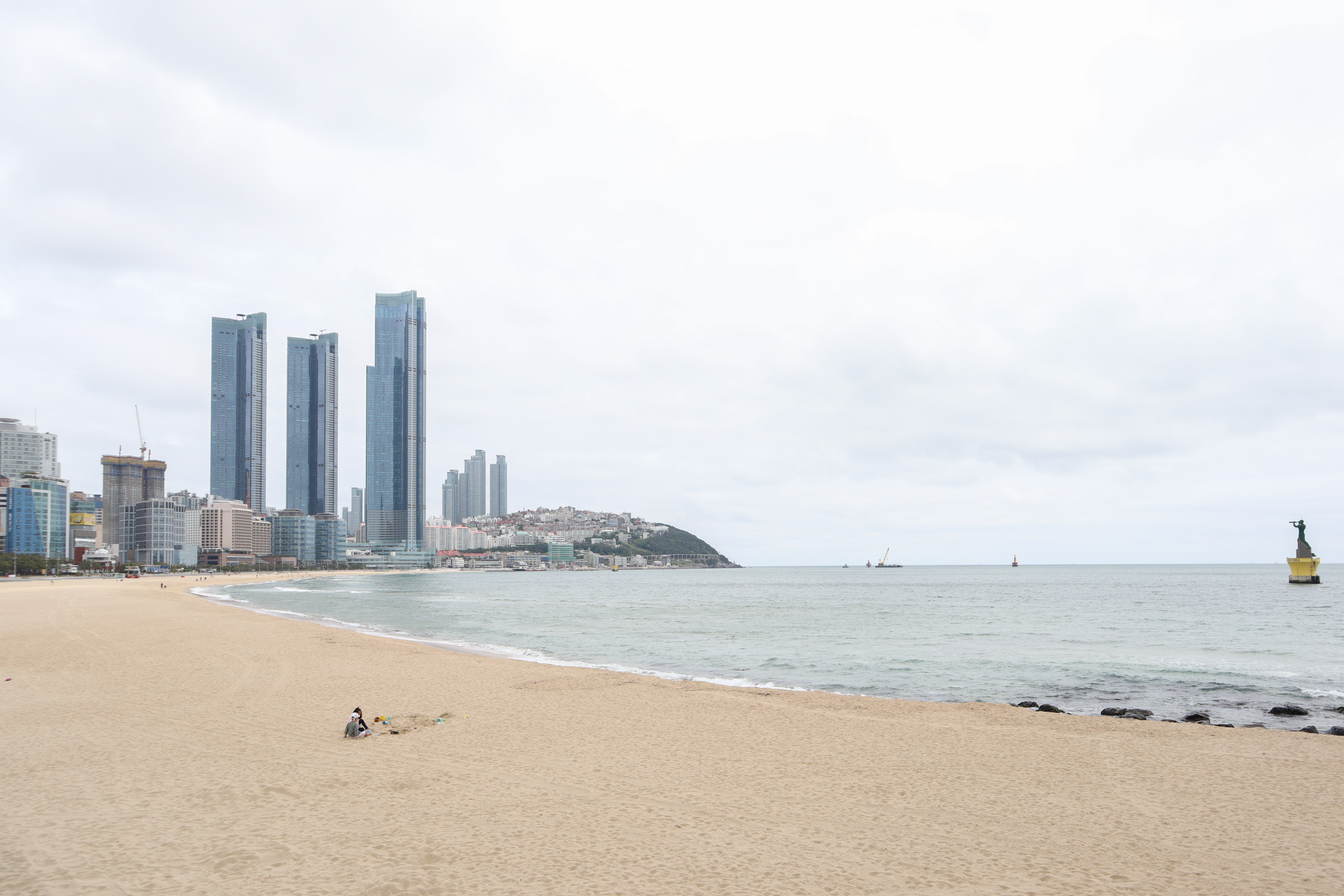
Spiaggia di Haeundae

Geumjeongsan a ovest è un popolare luogo di escursione nel weekend, con la possibilità di scalare e arrampicarsi sulle sue vette. A nord, nei quartieri nei pressi dell'Università Nazionale di Pusan (chiamata anche PNU, una delle maggiormente riconosciute università del paese) si trovano teatri, caffè, bar e ristoranti, così come eventi notturni in strada con parate e danze. Vicino si trova il tempio Beomeosa, il principale edificio di questo tipo di Busan, legato al Buddhismo coreano.
L'area di Dongnae è una delle zone più benestanti della città. Le Terme di Dongnae sono un'area termale naturale con bagni caldi, hotel turistici, ristoranti, club e aree per gli acquisti. Il Chungnyeolsa è un santuario confuciano, costruito per i soldati che morirono durante la battaglia contro i giapponesi nel sedicesimo secolo.
Taejongdae è un parco naturale con una scogliera che si affaccia sul mare aperto, situata sull'isola di Yeongdo.
La zona attorno all'Università Nazionale di Pukyong e all'Università Kyungsung ha molti caffè e bar che attirano molti giovani e studenti.
La zona, conosciuta come "La strada dello Shopping per gli stranieri", ma generalmente chiamata "Texas Street" ha molti uffici e sedi di aziende russe. Qui si trovava anche la "Chinatown" di Busan.

#### Spiagge
Busan è considerata la capitale estiva della Corea, in quanto, con le sue sei spiagge, attrae turisti da tutta la penisola. 
Lungo la spiaggia di Haeundae, situata nel distretto omonimo si trovano numerosi hotel di lusso e un ampio percorso pedonale. 
La spiaggia è lunga circa 1,5 km e larga tra i 30 e i 50 metri ed è situata su una baia dal fondale basso che ne fa un'ambita meta per le famiglie e gli sport acquatici. Ad un estremo della spiaggia si trova una penisola chiamata isola di Dongbaekseom benché ormai connessa con la terraferma, chiamata anche isola delle Camelie Island ospita alcuni monumenti ed è percorribile con un sentiero costiero, nel 2005 vi è stato costruito il Nurimaro APEC House che ha ospitato il summit dell'Asia-Pacific Economic Cooperation e che viene usato come centro congressi.
La spiaggia di Gwangalli, lunga 1,4 km e larga dai 25 ai 110 metri, è caratterizzata dalle sue sabbie fini, famosa per i suoi locali e ristoranti è frequentata anche di sera per la vista sull'illuminazione del ponte di Gwangandaegyo.
Sempre nel distretto di Haeundae e più distante dal centro cittadino si trova la spiaggia di Songjeong.
Circa tre chilometri a sud del centro si trova la spiaggia di Songdo, meno affollata di quelle più note di Haeundae e Gwangalli: nei suoi pressi si trovano il mercato del pesce Jagalchi e l'Amnam Park.

## Cultura

### Istruzione

#### Università
- Università Nazionale di Pusan (PNU)
- Università Nazionale per l'Educazione di Busan (BNUE)
- Università Dong-A
- Università Nazionale Pukyong (PKNU)
- Università Marittima di Corea
- Università Kyungsung
- Università Dong-eui
- Università Silla

- Università di Studi Stranieri di Busan (BUFS)
- Università Dongseo
- Università Tongmyong
- Università Kosin
- Università Cattolica di Pusan (CUP)
- Università Presbiteriana di Busan (BPU)
- Università Youngsan

#### Altri istituti di educazione secondaria
- College delle arti di Busan
- College di technologia dell'informazione di Busan
- College Kyungsang di Busan
- College politecnico di Busan
- College Dong-Pusan
- College Dongju
- College Daedong
- College Kyungnam di tecnologia dell'informazione
- College femminile di Busan
- College Tongmyong

#### Musei
- Museo di Busan
- Museo Bokcheon
- Museo di Storia Moderna di Busan
- Dongsam-dong Shell Midden Museum
- Temporary Capital Commemoration Hall
- Museo d'Arte Moderna di Busan
- Pusan National University Museum
- Dong-A University Museum
- Kyungsung University Museum
- Dong-eui University Museum

### Eventi

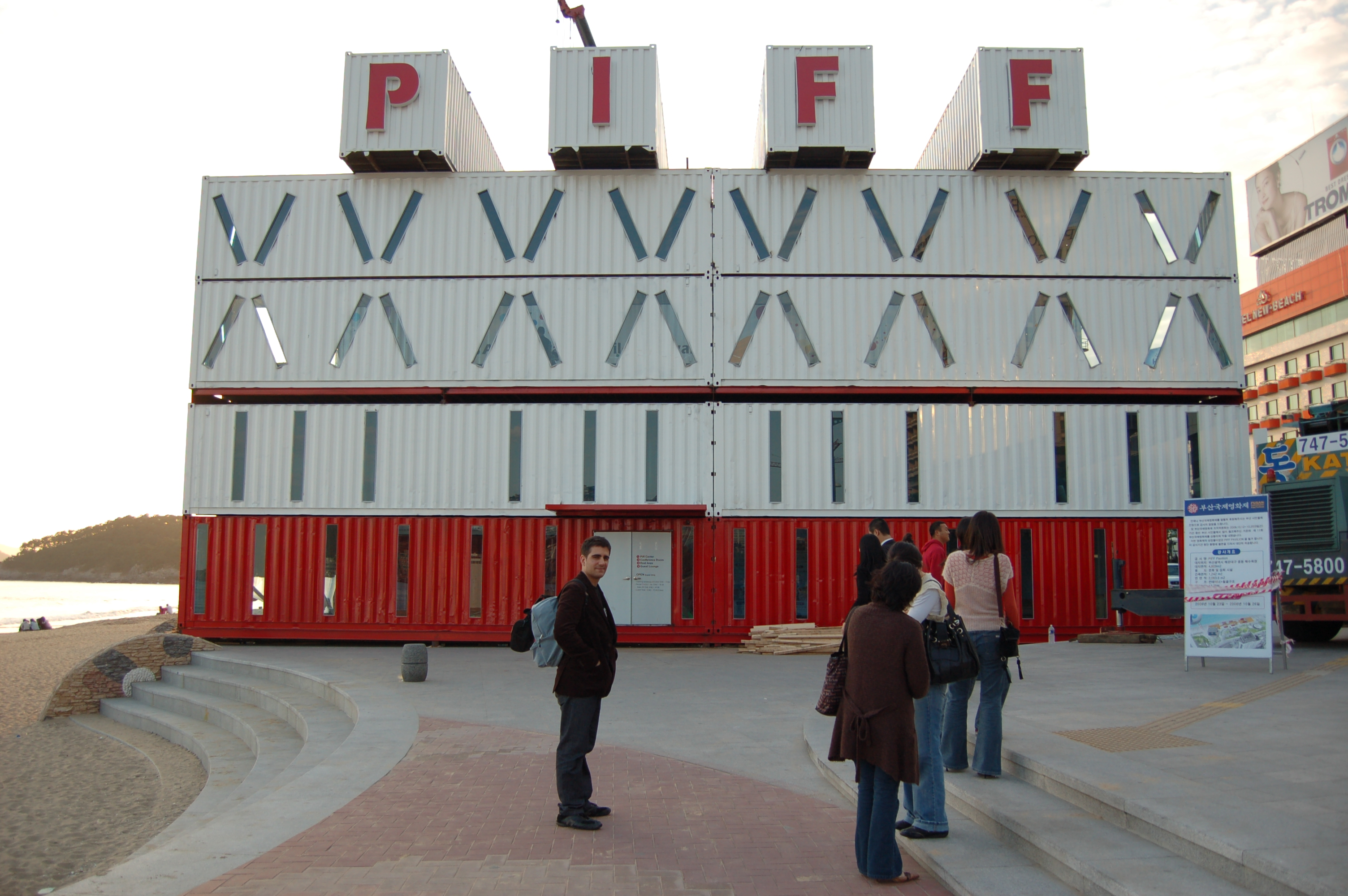
Il festival del cinema di Busan.

Busan è famosa anche per il Busan International Film Festival, o BIFF, un grande festival del cinema che attira turisti amanti del cinema da tutta l'Asia orientale e non.

## Geografia antropica

### Suddivisioni amministrative

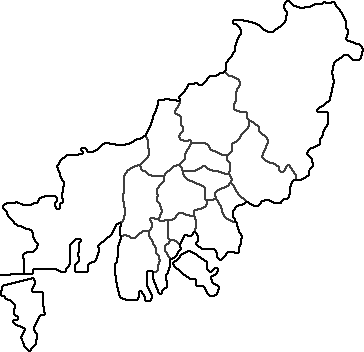
Divisioni amministrative di Busan.

Nel 1957 Busan adottò un sistema di divisione amministrazione con la creazione di 6 gu: Busanjin, Dong, Dongnae, Jung, Seo e Yeongdo.
Oggi, Busan è divisa in 15 gu (distretti) e un gun (contea).
- Buk (북; 北)
- Busanjin (부산진; 釜山鎭)
- Dong (동; 東)
- Dongnae (동래; 東萊)
- Gangseo (강서; 江西)
- Geumjeong (금정; 金井)
- Haeundae (해운대; 海雲臺)
- Jung (중; 中)
- Nam (남; 南)
- Saha (사하; 沙下)
- Sasang (사상; 沙上)
- Seo (서; 西)
- Suyeong (수영; 水營)
- Yeongdo (영도; 影島)
- Yeonje (연제; 蓮堤)
- Gijang (기장; 機張)

## Economia
Il trasporto e il commercio sono i principali aspetti dell'economia locale. Dal 1978 Busan ha aperto tre porti container, Jaseungdae, Shinsundae e Gamman. Busan è riconosciuta come uno dei più grandi porti del mondo, e qui transitano fino a 6,44 milioni di TEU ogni anno.
La zona economica libera di Busan-Jinhae, una delle due presenti attualmente in Corea (l'altra è il porto di Incheon), fu creata per continuare la tradizione di Busan come polo internazionale del commercio. Oggi Busan è classificata al terzo posto mondiale nella lista dei maggiori porti in termini di volume merci ed efficienza dall'AAPA (American Association of Port Authorities).

### Negozi e commercio

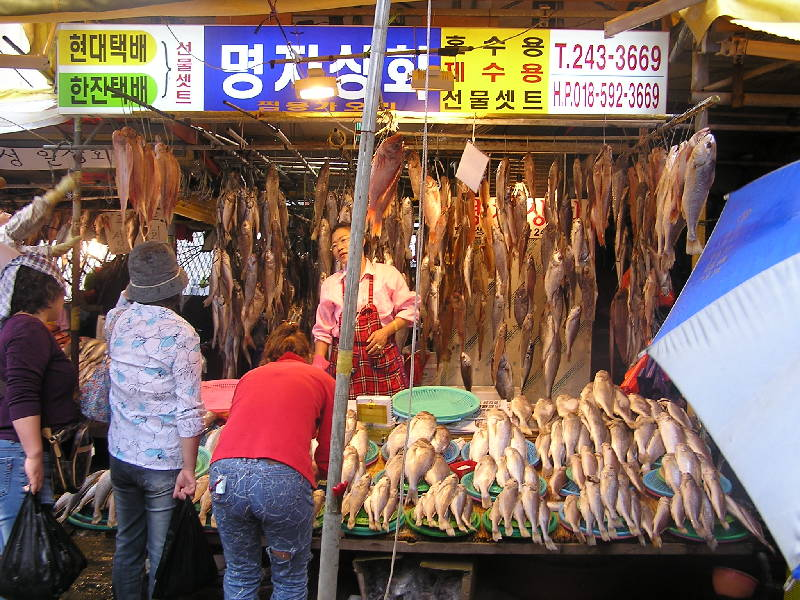
Mercato del pesce di Jagalchi

Le aree commerciali sono sparse per tutta la città, nei pressi degli incroci più affollati e dei campus universitari; tuttavia le più grandi aree commerciali di Busan sono Seomyeon e Gwangbok-dong/Nampo-dong.
Seomyeon è l'area centrale dello shopping di Busan. La metropolitana locale serve 4 linee (più quella verso l'aeroporto) ed è una delle più affollate della città. Qui si trovano anche gli uffici locali delle maggiori banche Coreane e internazionali. Seomyeon è anche il quartiere dell'intrattenimento con caffè, bar, ristoranti, centri commerciali, negozi e uffici. Vicino si trova anche il mercato di Bujeon, il più grande mercato tradizionale della città.
Le aree di Gwangbok-dong, Nampo-dong, e Jungang-dong formano il vecchio distretto del business con uffici, caffè bar, negozi e ristoranti. Alcuni ristoranti di questa zona sono famosi per essere stati tramandati di generazione in generazione. Il mercato di Jagalchi (vicino alla zona più attiva del porto) è un'area di strette vie e strade conosciuta per il suo mercato del pesce. Il mercato Gukje si trova nei paraggi. Jungang-dong ospita molti uffici di avvocati, l'Ufficio immigrazione e il terminal internazionale dei collegamenti via traghetto con il Giappone. Lotte World II è attualmente in costruzione vicino alla costa fra Jungang-dong 7-Ga e 8-Ga. Quando verrò completato, Lotte World II conterrà un hotel, un centro commerciale, un complesso di intrattenimento e un grattacielo che sarà uno dei più alti del mondo.

## Infrastrutture e trasporti

### Trasporti marittimi

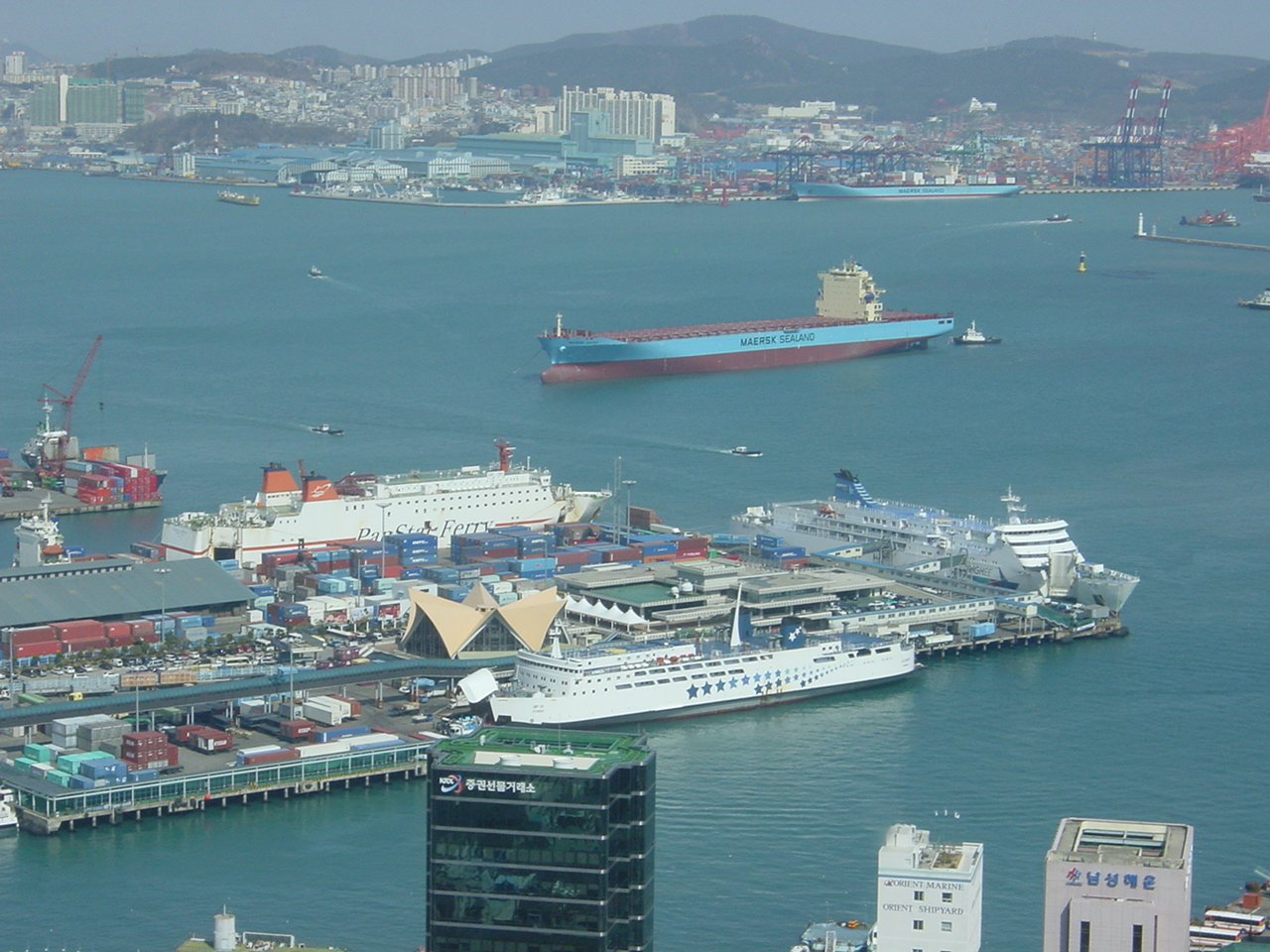
Il porto di Busan e il terminal internazionale dei trasporti marittimi.

Il Terminal Traghetti costiero (연안여객터미널) si occupa dei servizi di collegamento via mare con l'isola di Geoje e con la città di Jeju a Jeju-do.
I traghetti che partono dal Terminal Traghetti Internazionale (국제여객터미널) nel Porto di Pusan collegano la città ai porti Giapponesi di Izuhara e Hitakatsu sull'isola di Tsushima, nonché con le città di Shimonoseki, Fukuoka, e Osaka.

### Infrastrutture militari
Busan è sede della Busan Naval Base (부산 해군기지), una base navale amministrata congiuntamente dalla Marina della Corea del Sud e dalla U.S. Naval Forces Korea. È la principale base navale della Corea del Sud e dal 2016 vi si trova il quartier generale delle U.S. Naval Forces Korea.

### Ferrovie
Busan si sviluppa attorno ad alcune linee ferroviarie, delle quali la principale è la linea Gyeongbu, e la sua corrispettiva ad alta velocità, la linea KTX Gyeongbu, che collegano Busan alle principali città come Seul, Daejeon, e Taegu. Tutti i treni transitano su queste linee, compreso il KTX che permette di raggiungere Seoul ad alta velocità in un tempo minimo di 2 ore e 18 minuti. La linea Gyeongbu termina alla stazione di Busan. Fra le altre linee, vi è la Donghae Nambu, che sta subendo ora gli adeguamenti per il servizio metropolitano con la vicina città di Ulsan.

### Metropolitana
La metropolitana di Pusan si sviluppa su cinque linee: Linea 1, 2, 3, 4 e la metropolitana leggera Gimhae. I servizi sono operati dalla Busan Transportation Corporation. Sono in corso progetti di sviluppo della rete.

### Bus
Le principali linee di bus collegano Busan ad altre città della Corea tramite i terminal di Nopodong e Seobu.

### Aeroporto
Busan è servita dall'Aeroporto internazionale di Busan-Gimhae, situato a est, nel quartiere Gangseo-gu.

## Amministrazione

### Gemellaggi
- Kaohsiung, dal 1966
- Los Angeles, dal 1967
- Shimonoseki, dal 1976
- Barcellona, dal 1983
- Rio de Janeiro, dal 1985
- Fukuoka, dal 1989
- Vladivostok, dal 1992
- Shanghai, dal 1993
- Surabaya, dal 1994
- Victoria, dal 1994

- Ho Chi Minh, dal 1995
- Tijuana, dal 1995
- Auckland, dal 1996
- Valparaíso, dal 1999
- Montréal, dal 2000
- Capo Occidentale, dal 2000
- Istanbul, dal 2002
- Dubai, dal 2006
- Chicago, dal 2007
- Manila, dal 2008
- Santo Domingo
- Genova, dal 2024[17]

### Sport
Dal 1982 la città ospita i Lotte Giants, una squadra della lega del baseball Coreano. In Corea, Busan è conosciuta come la capitale del baseball, anche a causa dei suoi molti appassionati a questo sport.
A Busan ha anche sede la squadra K-League dei Busan IPark, precedentemente conosciuta col nome di Daewoo Royals, che era la squadra più forte durante gli anni '90 nel campionato calcistico coreano. Un'altra squadra è quella dei Busan Transportation Corporation.
Già città ospite dei Giochi Asiatici del 2002 e di alcune partite della Coppa del Mondo FIFA 2002, Busan ha annunciato ufficialmente la propria candidatura ad ospitare i Giochi olimpici del 2020.

## Nei media
È stato tratto il film Train to Busan, nel quale la città in questione è l'unica debellata dall'infezione di zombi e pertanto sicura.